# Морозова, Надежда Николаевна (конькобежка)
Надежда Николаевна Морозова (девичья фамилия Сидельник; род. 22 сентября 1998 года, Астана, Казахстан) — казахстанская конькобежка, участница зимних Олимпийских игр 2022 года. Чемпионка чемпионата четырёх континентов 2023 года на дистанции 1500 м и многократная призёрка этого чемпионата в разные годы. Выступает за клуб «Динамо».

## Биография
Надежда Сидельник пришла в конькобежный спорт довольно поздно, в возрасте 12 лет. Учитель физкультуры позвала её на коньки в период, когда в Астане построили ледовый дворец «Алау», а муж учительницы был первым тренером Надежды.
В сезоне 2011/12 года Надежда стала участвовать в национальных соревнованиях среди юниоров. В 2014 году заняла 3-е место в мини-многоборье на чемпионате Казахстана среди юниоров, а в 2015 выиграла молодёжный чемпионат Казахстана в многоборье. В сезоне 2015/16 она впервые выиграла серебряную медаль чемпионата страны на дистанции 3000 м. В 2017 году одержала победы на 4-х дистанциях на чемпионате страны среди юниоров, а на зимней Универсиаде в Алма-Ате заняла 36-е место в забеге на 500 м и 21-е на 1000 м.
После побед среди юниоров в многоборье и спринте в сезоне 2017/18 Надежда в 2019 году впервые стала чемпионкой Казахстана на дистанции 3000 м среди взрослых, а следом выиграла «серебро» в спринтерском многоборье и выиграла Кубок страны на дистанциях 500, 1000 и 1500 м. В сезоне 2019/20 выиграла чемпионат Казахстана на отдельных дистанциях и дебютировала на Кубке мира. На 1-м чемпионате 4-х континентов в Милуоки она заняла 2-е место на дистанциях 1500 и 3000 м.
В феврале 2020 года участвовала на чемпионате мира в Солт-Лейк-Сити заняла 23-е место в забеге на 1500 м и 12-е на 5000 м, а на чемпионате мира в классическом многоборье в Хамаре стала 18-й. В марте выиграла чемпионат Казахстана в спринтерском многоборье. В сезоне 2021/22 Надежда выиграла «бронзу» на этапе Кубка мира в польском Томашув-Мазовецки в забеге на 1500 м.
Квалифицировалась на зимние Олимпийские игры 2022 в Пекине. 5 февраля с результатом 4:04,97 заняла 13-е место на дистанции 3000 метров и побила национальный рекорд.. 7 февраля стала 14-й на дистанции 1500 метров (1:56,85). 17 февраля заняла 11-е место на дистанции 1000 метров (1:15.69). 19 февраля соревновалась в масс-старте, заняла 8-е место во втором полуфинале (8:42.23) и прошла в финал, где с результатом 8:21.05 стала 12-й. На Олимпиаде 2022 также принял участие муж Надежды — Дмитрий Морозов. После игр приняла участие на чемпионате мира в классическом многоборье в Хамаре, где поднялась на 9-е место в сумме многоборья.
Сезон 2022/23 Надежда начала с участия в Кубке мира и в декабре на 3 этапе в Калгари заняла сначала 2-е место на дистанции 1500 м со временем 1:52,82 сек, а через неделю на 4 этапе в том же Калгари заняла 3-е место в забеге на 1500 м с результатом 1:53,03 сек. В начале декабря она участвовала на 3-м чемпионате 4-х континентов в Квебеке и одержала победу в забеге на 1500 м, а также заняла 2-е место на дистанции 3000 м.

## Личная жизнь и семья
Надежда Морозова замужем за конькобежцем сборной Казахстана Дмитрием Морозовым. Она увлекается сериалами, читает.